# Rivista di Studi Bizantini e Neoellenici
Rivista di Studi Bizantini e Neoellenici – włoski rocznik bizantynologiczny ukazujący się w Neapolu od 1924 roku. Publikowane są w nim artykuły naukowe dotyczące Bizancjum.  W latach 1926–1963 pismo ukazywało się pod nazwą „Studi Bizantini e Neoellenici”. 